# Малая Пихтовица
Малая Пихтовица — деревня в Красноборском районе Архангельской области. Входит в состав Алексеевского сельского поселения.

## География
Находится в юго-восточной части Архангельской области на расстоянии приблизительно 1 км на восток-юго-восток по прямой от административного центра района села Красноборск на левобережье реки Северная Двина.

## История
В 1859 году здесь (деревня Сольвычегодского уезда Вологодской губернии) было учтено 2 двора.

## Население
Численность населения: 12 человек (1859 год), 2 (русские 100 %) в 2002 году, 2 в 2010.